# Lutjanus jocu

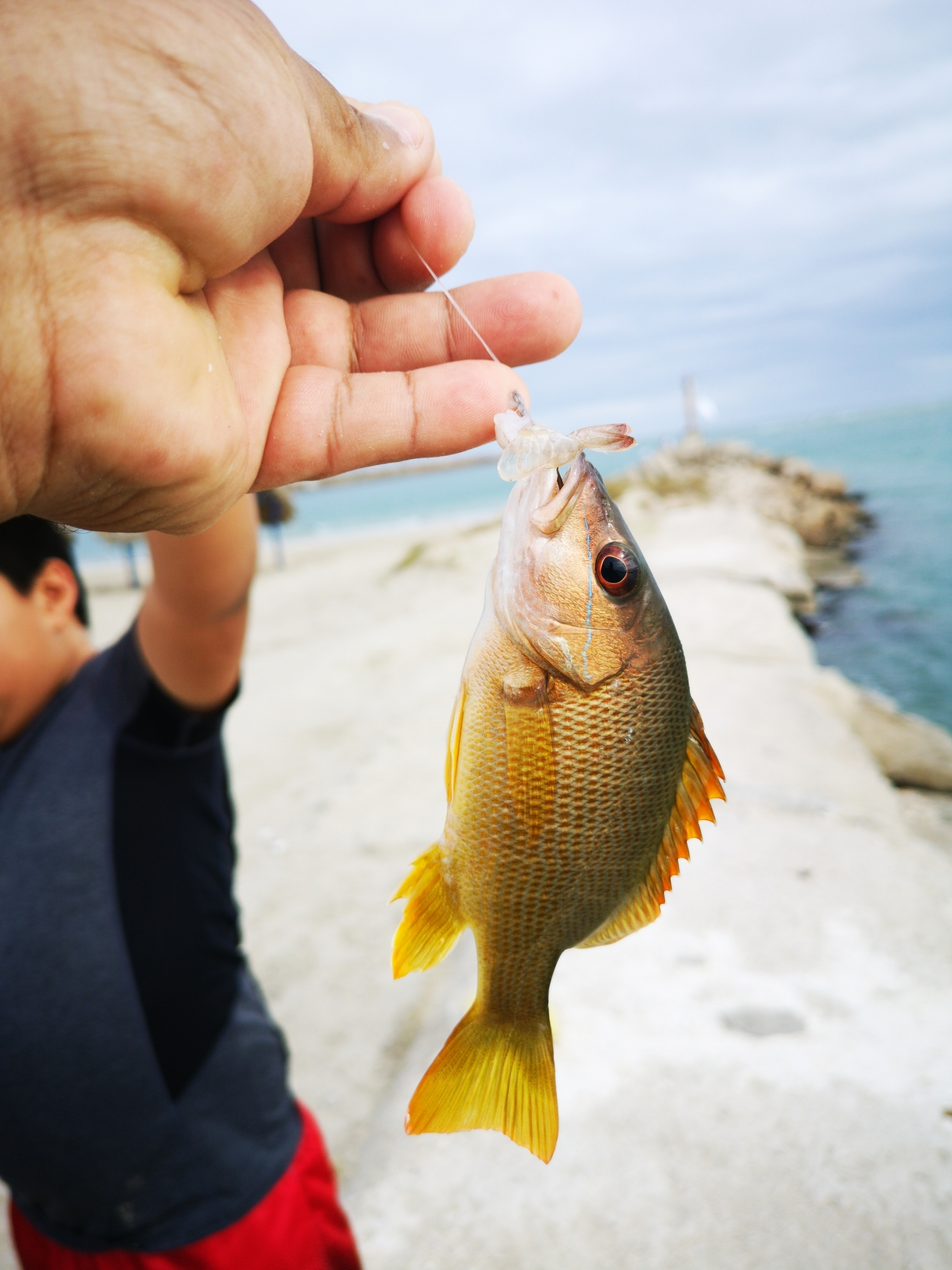
Giovanile di L. jocu

Lutjanus jocu (Bloch e Schneider, 1801) Lutiano, è un pesce osseo marino della famiglia Lutjanidae.

## Distribuzione e habitat
L'areale di questa specie comprende principalmente l'oceano Atlantico occidentale tropicale e, limitatamente subtropicale. Le uniche aree, tutte insulari, dove vive nella parte orientale dell'Atlantico sono l'isola di Ascensione, l'arcipelago di San Pietro e San Paolo e alcune zone isolate a São Tomé e Príncipe. Nell'Atlantico occidentale è diffuso dalle coste del Massachusetts (ma è molto raro a nord della Florida) alla città brasiliana di San Paolo comprendendo il mar dei Caraibi e il golfo del Messico. È stato introdotto alle Bermuda. Nel 2005 un individuo immaturo è stato catturato nel mar Ligure nei pressi di Varazze, questa inaspettata segnalazione, la prima nel mar Mediterraneo, resta senza alcuna plausibile spiegazione.
Gli adulti sono tipicamente legati ad ambienti di barriera corallina o ad altri fondali duri (comprese le barriere artificiali e i relitti), mai troppo sottocosta. I giovanili sono molto costieri e si trovano anche in acqua salmastra o perfino nei fiumi con acqua completamente dolce.
La distribuzione batimetrica va da 2 a 40 metri ma il range comunemente occupato va da 5 a 30 metri.

## Descrizione
Caratteristica di Lutjanus jocu sono due denti caniniformi superiori molto grandi tanto da sporgere dalla bocca anche quando è chiusa. Ha corpo piuttosto alto. La pinna dorsale ha 10 raggi spiniformi, la pinna anale 3. Le pinne pettorali sono assai lunghe, tanto da raggiungere l'altezza dell'ano. La pinna caudale è leggermente forcuta. La colorazione generale è bruno olivaceo sul dorso e rossastro pallido sul ventre e i bassi fianchi. Il corpo ha riflessi metallici bronzati sul dorso e ramati nella parte bassa. Talvolta sono presenti delle striature chiare verticali sui fianchi, di solito non ben definite. Una caratteristica macchia biancastra di forma grossolanamente triangolare tra l'occhio e la bocca è sempre presente. Una linea blu irregolare parte dal muso, passa sotto l'occhio e finisce sull'opercolo branchiale, è continua nei giovanili e di solito ridotta a una fila di punti nell'adulto.
La taglia massima è di 128 cm, la taglia comunemente incontrata attorno ai 60 cm. Il peso massimo registrato per questa specie è di 28,6 kg.

## Biologia
La longevità massima riportata dalla letteratura è di 29 anni.

### Comportamento
Specie circospetta, difficile da avvicinare da parte dei subacquei.

### Alimentazione
L. jocu si nutre prevalentemente di pesci, crostacei e molluschi gasteropodi e cefalopodi. Nello specifico la letteratura scientifica riporta la predazione sul gasteropode Strombus gigas e sul cefalopode Octopus vulgaris.

### Riproduzione
Talvolta forma aggregazioni riproduttive con Lutjanus cyanopterus. Si riproduce due volte all'anno.

## Pesca
Si tratta di una specie frequentemente ciguatossica e in molte aree, per esempio Porto Rico, le isole Vergini e gran parte delle piccole Antille, non è soggetta a pesca. Dove non è tossica viene catturata con lenze, fucile subacqueo, reti da posta e nasse. La carne è molto apprezzata.

## Conservazione
L. jocu è distribuito su un vasto areale ed è comune in parte di esso, specie nelle aree tropicali. È soggetto ad intensa pesca laddove non ciguatossico mentre dove lo è non è sfruttato. In alcune aree del Brasile sembra che sia soggetto a sovrapesca. Le popolazioni stanno diminuendo in varie aree ma si hanno poche informazioni sulle quantità effettivamente sbarcate e per questo la lista rossa IUCN non lo classifica per mancanza di dati.